# Polytela inclyta
Polytela inclyta är en fjärilsart som beskrevs av Walker 1869. Polytela inclyta ingår i släktet Polytela och familjen nattflyn. Inga underarter finns listade i Catalogue of Life.